# Václav Mottl
Václav Mottl (ur. 19 maja 1914 w Pradze, zm. 16 czerwca 1982 tamże) – kajakarz, kanadyjkarz. W barwach Czechosłowacji złoty medalista olimpijski z Berlina.
Zawody w 1936 były jego jedynymi igrzyskami olimpijskimi. Triumfował w kanadyjkowej dwójce na dystansie 10 000 metrów, partnerował mu Zdeněk Škrland. W 1938 sięgnęli po brąz mistrzostw świata na dystansie 1000 metrów.